# Giải thưởng Albert Einstein
Giải thưởng Albert Einstein (tiếng Anh: Albert Einstein Award) là một giải thưởng về Vật lý lý thuyết (theoretical physics) để nhìn nhận các thành tựu nổi bật trong khoa học tự nhiên. Giải này được Quỹ tưởng niệm Lewis và Rosa Strauss (Lewis and Rosa Strauss Memorial Fund) lập ra để vinh danh Albert Einstein nhân kỷ niệm thứ 70 ngày sinh của ông và được trao lần đầu vào năm 1951. Giải đầu tiên gồm một khoản tiền 15.000 dollar Mỹ sau đó giảm xuống còn 5.000$. Các người đoạt giải do một ủy ban tuyển lựa (ủy ban đầu tiên gồm Einstein, Oppenheimer, von Neumann và Weyl ) của Institute for Advanced Study, cơ quan quản lý giải này. Lewis L. Strauss đã là một trong các ủy viên quản trị của Viện nói trên.
Xin đừng lầm giải thưởng này với nhiều giải thưởng khác cũng mang tên nhà vật lý nổi tiếng Einstein, chẳng hạn như giải Einstein do "Hội Vật lý Hoa Kỳ" trao từ năm 2003, Giải Khoa học thế giới Albert Einstein (Albert Einstein World Award of Science) do Hội đồng Văn hóa thế giới (World Cultural Council) trao từ năm 1984, Huy chương Albert Einstein do Hội Albert Einstein (Albert Einstein Society) trao từ năm 1979, cũng như giải Hans Albert Einstein - đặt theo tên con trai của ông - do "Hội kỹ sư xây dựng Mỹ" (American Society of Civil Engineers) trao từ năm 1988.
Giải này được lập ra sớm hơn các giải vừa kể, khi Einstein vẫn còn sống, làm giáo sư ở Institute for Advanced Study, và được báo The New York Times gọi là "giải cao nhất cùng loại ở Hoa Kỳ". Một số người coi giải này như "giải có uy tín tương đương giải Nobel".

## Các người đoạt giải
1979: Tullio Regge
1978: Stephen Hawking 
1972: Eugene Wigner 
1970: Yuval Ne'eman 
1967: Marshall Rosenbluth 
1965: John Archibald Wheeler 
1961: Luis W. Alvarez 
1959: Willard F. Libby 
1958: Edward Teller 
1954: Richard P. Feynman 
1951: Kurt Gödel  và Julian Schwinger 